# Grupo Auna
El Grupo Auna fue una empresa de telecomunicaciones surgida de la antigua Retevisión, una de las dos operadoras creadas en 1996 después de la liberalización del mercado español de las telecomunicaciones. 
El Grupo Auna estaba dividido en dos partes: la telefonía móvil del grupo era  gestionada por Amena, que fue adquirida en 2005 por France Télécom, y el resto (televisión por cable, telefonía fija e Internet) se encuadraba dentro de Auna, que fue comprada en 2005 por ONO por un valor de 2200 millones de euros. 
El grupo estaba formado por:
- Amena: Telefonía móvil.
- Auna: Servicios de telefonía fija y ADSL.
- AunaCable: Servicios de cable: Internet, televisión y teléfono.

AunaCable nació a partir de diversas compañías de cable regionales:
- Retecal (Red de telecomunicaciones de Castilla y León), de Castilla y León
- Aragón de Cable (Able), de Aragón
- Canarias Telecom, de Canarias
- Madritel, de Madrid
- Menta, de Cataluña
- Supercable, de Andalucía

- Tenaria: Servicios de cable, adquirida en 2004.

Tenaria nació en 2000 a partir la fusión de dos compañías de cable regionales:
- Retena, Navarra
- Reterioja, La Rioja